# Salomvár
Salomvár è un comune dell'Ungheria di 596 abitanti (dati 2001). È situato nella contea di Zala.